# Market Tower
Market Tower è un grattacielo situato all'angolo tra Illinois e Market Street a Indianapolis nell'Indiana.

## Caratteristiche
La torre fu completata nel 1988 e ha 32 piani, diventando così il quarto più alto edificio della città e il quinto più alto dello stato dell'Indiana. Il grattacielo è il secondo edificio in cemento armato più alto nello stato dell'Indiana ed è utilizzato principalmente per lo spazio di uffici e non dispone quindi di un punto panoramico.